# Tourteron
Tourteron és un municipi francès situat al departament de les Ardenes i a la regió del Gran Est. L'any 2007 tenia 173 habitants.

## Demografia

### Població
El 2007 la població de fet de Tourteron era de 173 persones. Hi havia 76 famílies de les quals 24 eren unipersonals (8 homes vivint sols i 16 dones vivint soles), 24 parelles sense fills, 24 parelles amb fills i 4 famílies monoparentals amb fills.
La població ha evolucionat segons el següent gràfic:
Habitants censats

### Habitatges
El 2007 hi havia 99 habitatges, 74 eren l'habitatge principal de la família, 18 eren segones residències i 7 estaven desocupats. 92 eren cases i 5 eren apartaments. Dels 74 habitatges principals, 55 estaven ocupats pels seus propietaris, 17 estaven llogats i ocupats pels llogaters i 2 estaven cedits a títol gratuït; 4 tenien dues cambres, 3 en tenien tres, 18 en tenien quatre i 49 en tenien cinc o més. 58 habitatges disposaven pel capbaix d'una plaça de pàrquing. A 31 habitatges hi havia un automòbil i a 34 n'hi havia dos o més.

### Piràmide de població
La piràmide de població per edats i sexe el 2009 era:
| Homes | Edats   | Dones |
| ----- | ------- | ----- |
| 0     | 95 o +  | 0     |
| 0     | 90 a 94 | 0     |
| 0     | 85 a 89 | 0     |
| 0     | 80 a 84 | 0     |
| 4     | 75 a 79 | 8     |
| 0     | 70 a 74 | 4     |
| 4     | 65 a 69 | 4     |
| 8     | 60 a 64 | 0     |
| 4     | 55 a 59 | 8     |
| 12    | 50 a 54 | 4     |
| 8     | 45 a 49 | 4     |
| 16    | 40 a 44 | 16    |
| 0     | 35 a 39 | 4     |
| 4     | 30 a 34 | 8     |
| 8     | 25 a 29 | 4     |
| 16    | 20 a 24 | 4     |
| 12    | 15 a 19 | 16    |
| 8     | 10 a 14 | 0     |
| 0     | 5 a 9   | 12    |
| 4     | 0 a 4   | 4     |

## Economia
El 2007 la població en edat de treballar era de 114 persones, 87 eren actives i 27 eren inactives. De les 87 persones actives 72 estaven ocupades (40 homes i 32 dones) i 15 estaven aturades (7 homes i 8 dones). De les 27 persones inactives 8 estaven jubilades, 6 estaven estudiant i 13 estaven classificades com a «altres inactius».

### Ingressos
El 2009 a Tourteron hi havia 70 unitats fiscals que integraven 173 persones, la mediana anual d'ingressos fiscals per persona era de 15.741 €.

### Activitats econòmiques
Dels 7 establiments que hi havia el 2007, 1 era d'una empresa alimentària, 1 d'una empresa de fabricació d'altres productes industrials, 1 d'una empresa de construcció, 3 d'empreses de comerç i reparació d'automòbils i 1 d'una empresa de serveis.
Dels 3 establiments de servei als particulars que hi havia el 2009, 1 era un taller de reparació d'automòbils i de material agrícola, 1 electricista i 1 saló de bellesa.
L'únic establiment comercial que hi havia el 2009 era una fleca.
L'any 2000 a Tourteron hi havia 8 explotacions agrícoles que ocupaven un total de 210 hectàrees.

## Equipaments sanitaris i escolars
El 2009 hi havia una escola maternal integrada dins d'un grup escolar amb les comunes properes formant una escola dispersa.

## Poblacions més properes
El següent diagrama mostra les poblacions més properes.